# Parc national de Congaree
Le parc national de Congaree (Congaree National Park) est un parc national américain situé en Caroline du Sud, dans l'est des États-Unis. Le parc a reçu sa désignation officielle en 2003. 98 % de la superficie du parc est inaccessible par voiture et constitue un sanctuaire naturel protégé. Le parc conserve la plus grande étendue de forêt de feuillus inondable subsistant aux États-Unis. Les arbres luxuriants qui poussent dans sa forêt de plaine inondable sont parmi les plus hauts de l'est des États-Unis, formant l'un des plus hauts couverts forestiers de feuillus tempérés qui subsistent au monde. La rivière Congaree traverse le parc. Il est possible de se promener sur une rampe en bois, de faire le tour du parc en canoë et d'observer les oiseaux de la région.

## Histoire
Les Indiens Congaree chassaient et pêchaient dans la plaine inondable avant l'arrivée des Européens. L'explorateur espagnol Hernando de Soto décrivit la région dans son journal de bord. Vers 1700, les Congarees furent décimés par la variole introduite par les colons. Après l'indépendance, les paysans tentèrent de drainer la plaine pour la rendre cultivable. Au XIXe siècle, la forêt fut exploitée pour son bois. En 1905 la Santee River Cypress Lumber Company, appartenant à Francis Beidler, acquit la plus grande partie du parc actuel. Le 18 octobre 1976, une loi a été adoptée pour créer le Congaree Swamp National Monument. Un plan d’expansion a été présenté par Hollings et Thurmond en 1988, agrandissant le monument à 89 800 hectares (soit 89,8 km²). Puis l'exploitation du bois fut abandonnée. En 2003, il devint le 57e parc national des États-Unis. A cette occasion le Congrès a rebaptisé le monument Congaree National Park le 10 novembre 2003, abandonnant le terme trompeur de « marais » du nom, et a simultanément étendu sa limite autorisée d’environ 18,5 km², établissant sa superficie totale à 105,3 km².
En 1983, l'Unesco désigne le parc réserve de biosphère sous l'appellation Plaine côtière de l'Atlantique Sud. Le 2 février 2012, le parc est reconnu site Ramsar.

## Description
S'étendant sur près de 11 000 hectares, Congaree est la plus vaste forêt ancienne de feuillus en terres basses encore intacte aux Etats Unis. Le parc est constitué en grande partie de marais et d'eaux stagnantes, d'où émergent les énormes cyprès chauves, arbres aquatiques parfaitement adaptés à leur milieu naturel. Le long de la Congaree River, de nombreuses rivières serpentant à travers la forêt alimentent ces riches écosystèmes.

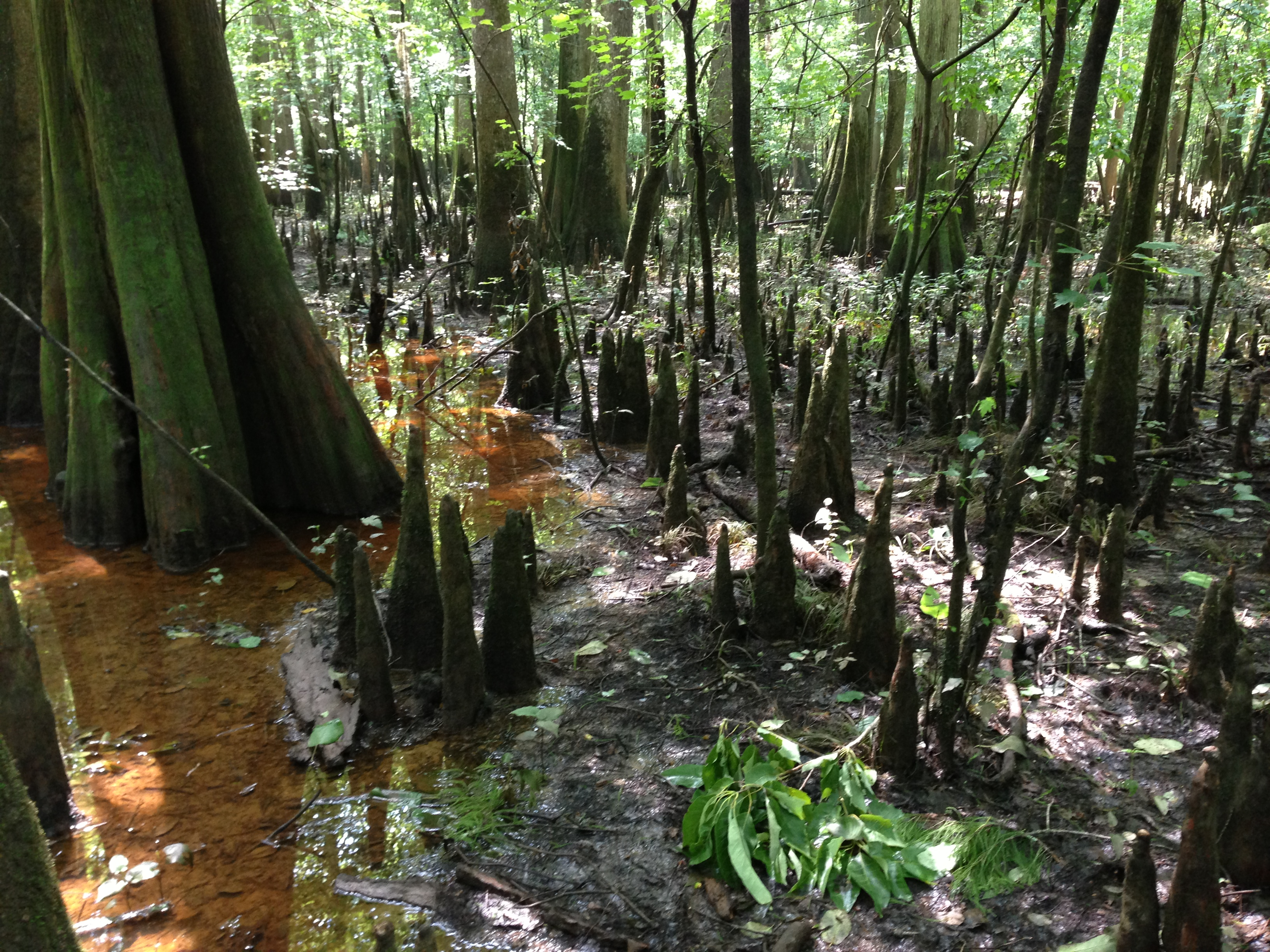
Forêt de cyprès
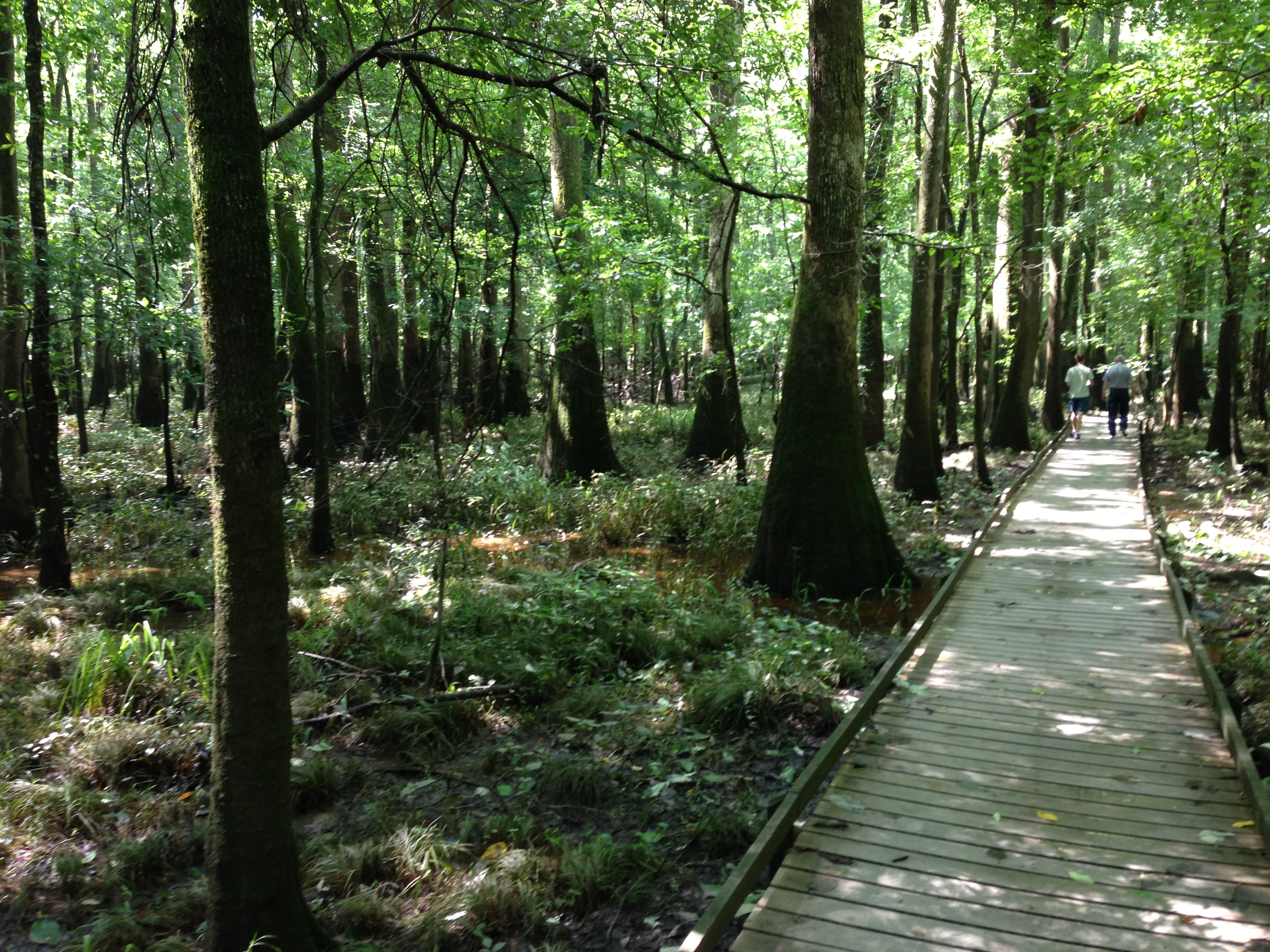
Vue
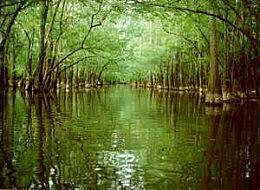
Marais
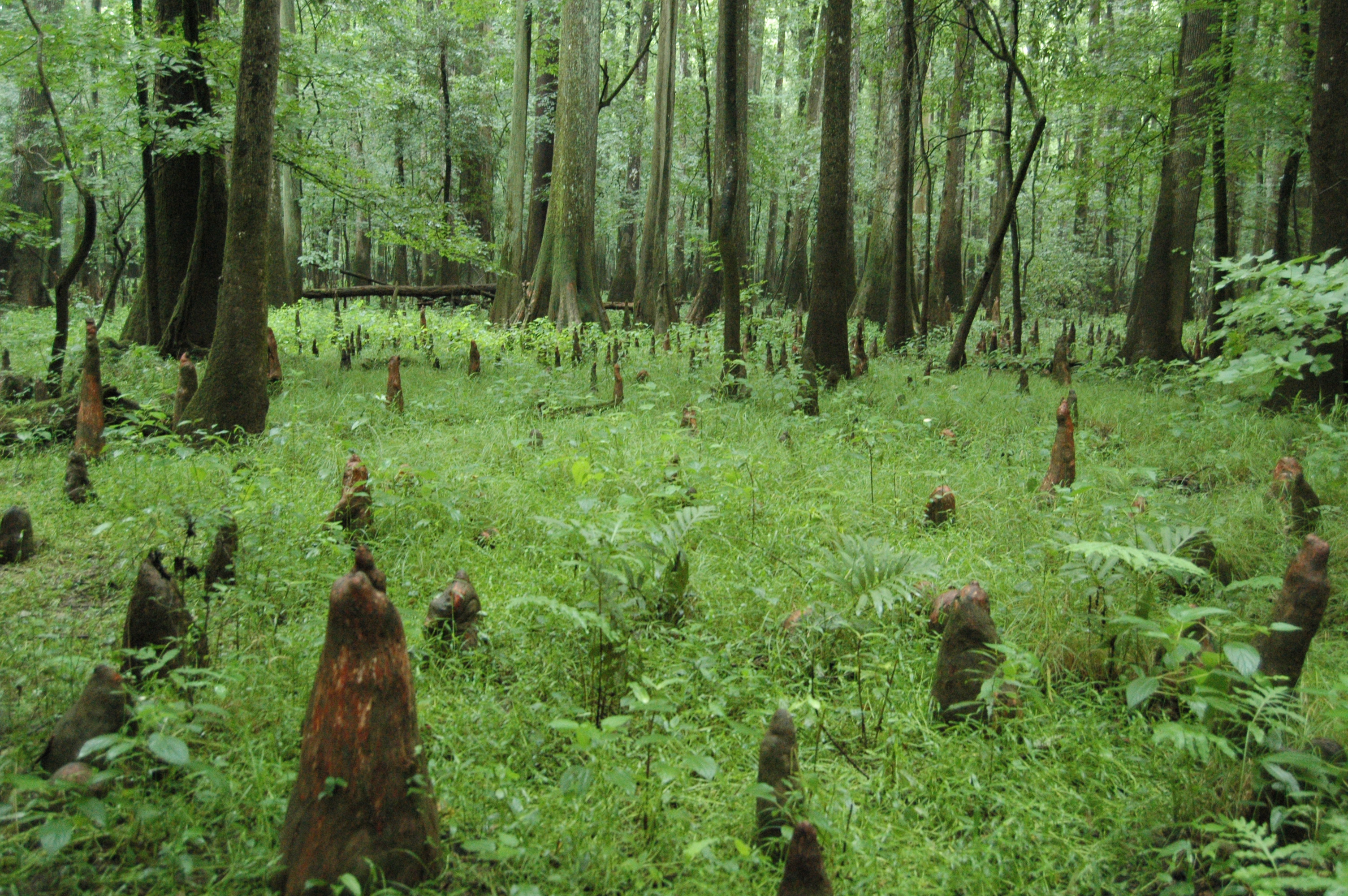
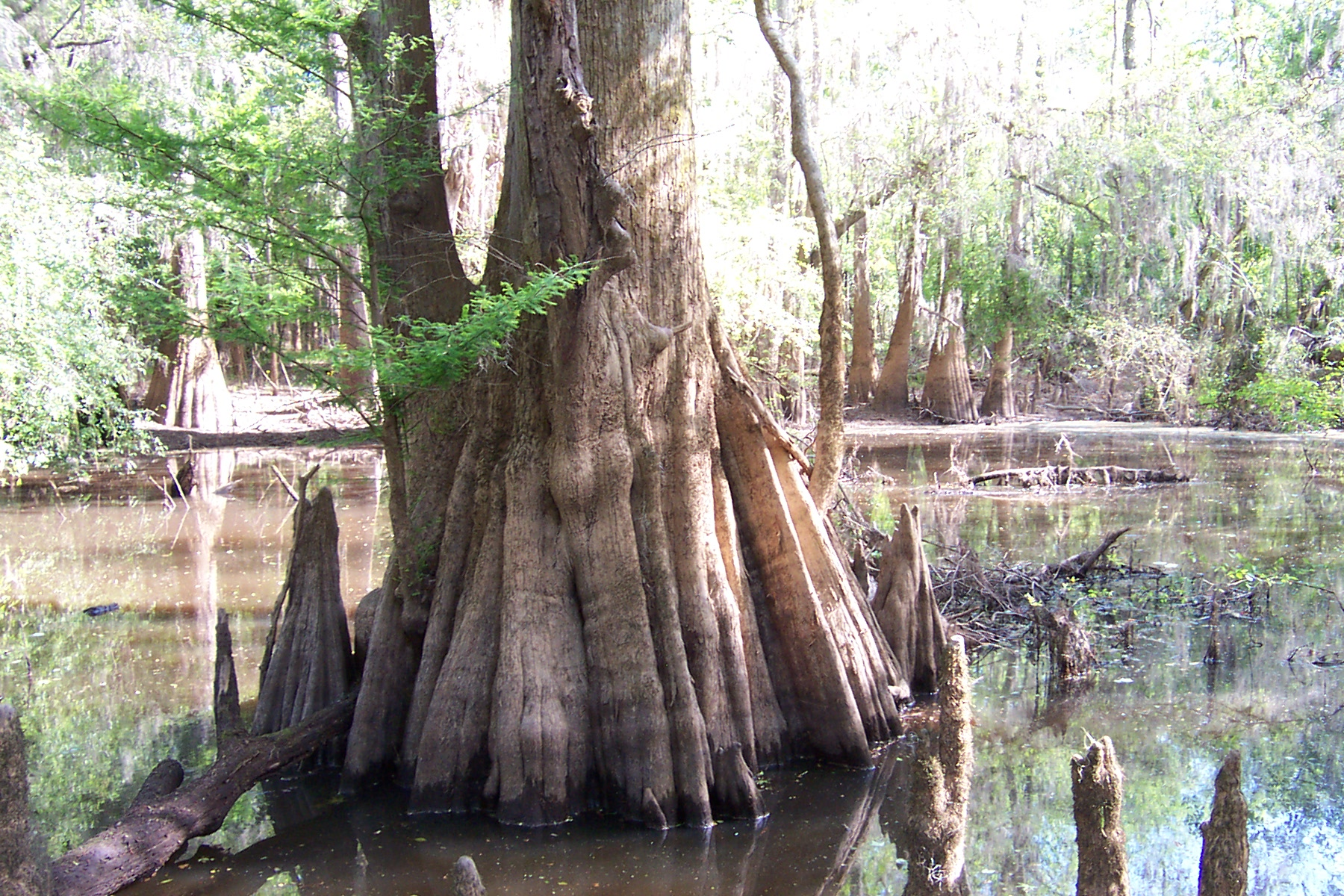
Cyprès chauve
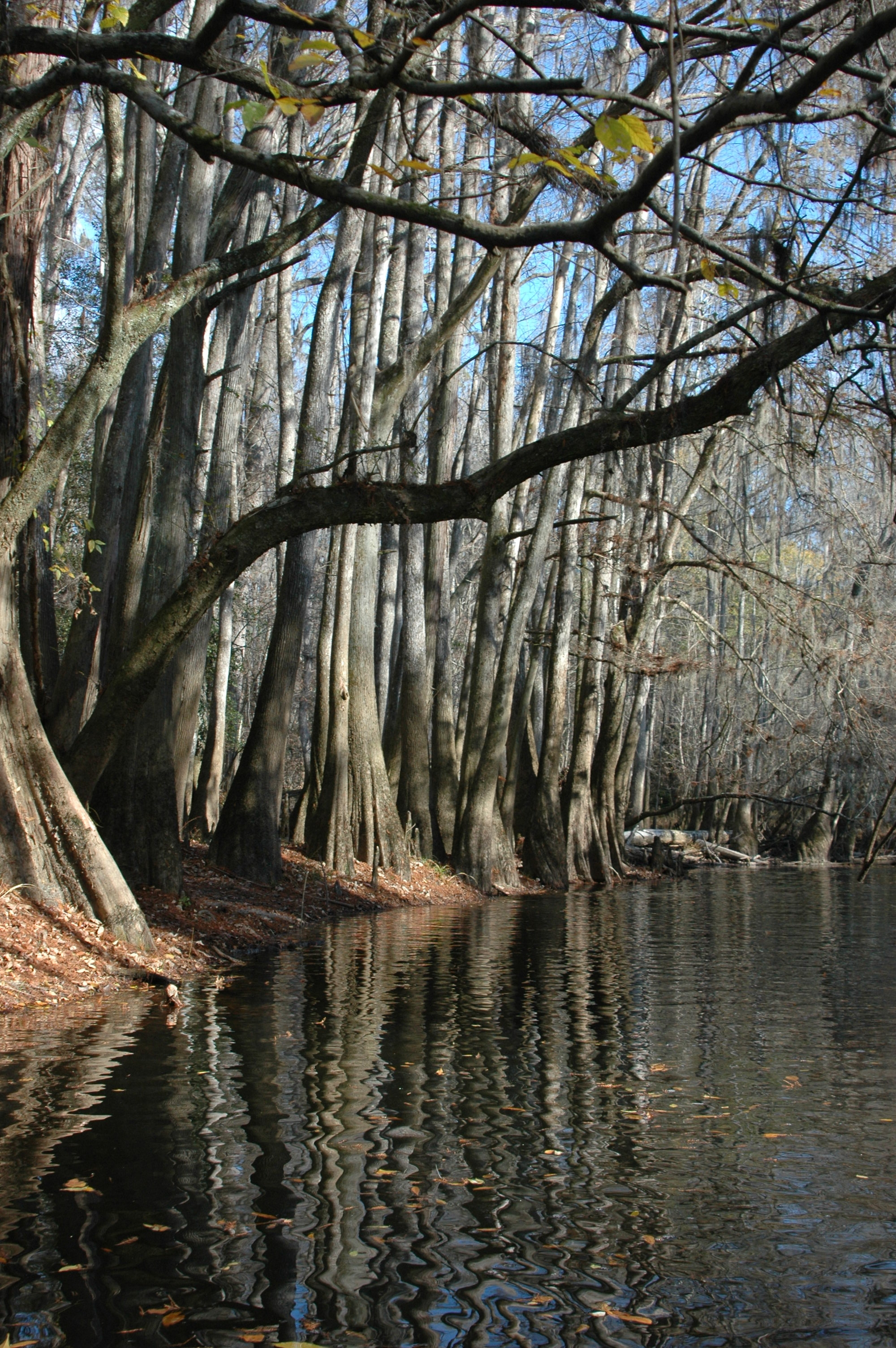
Cyprès chauves
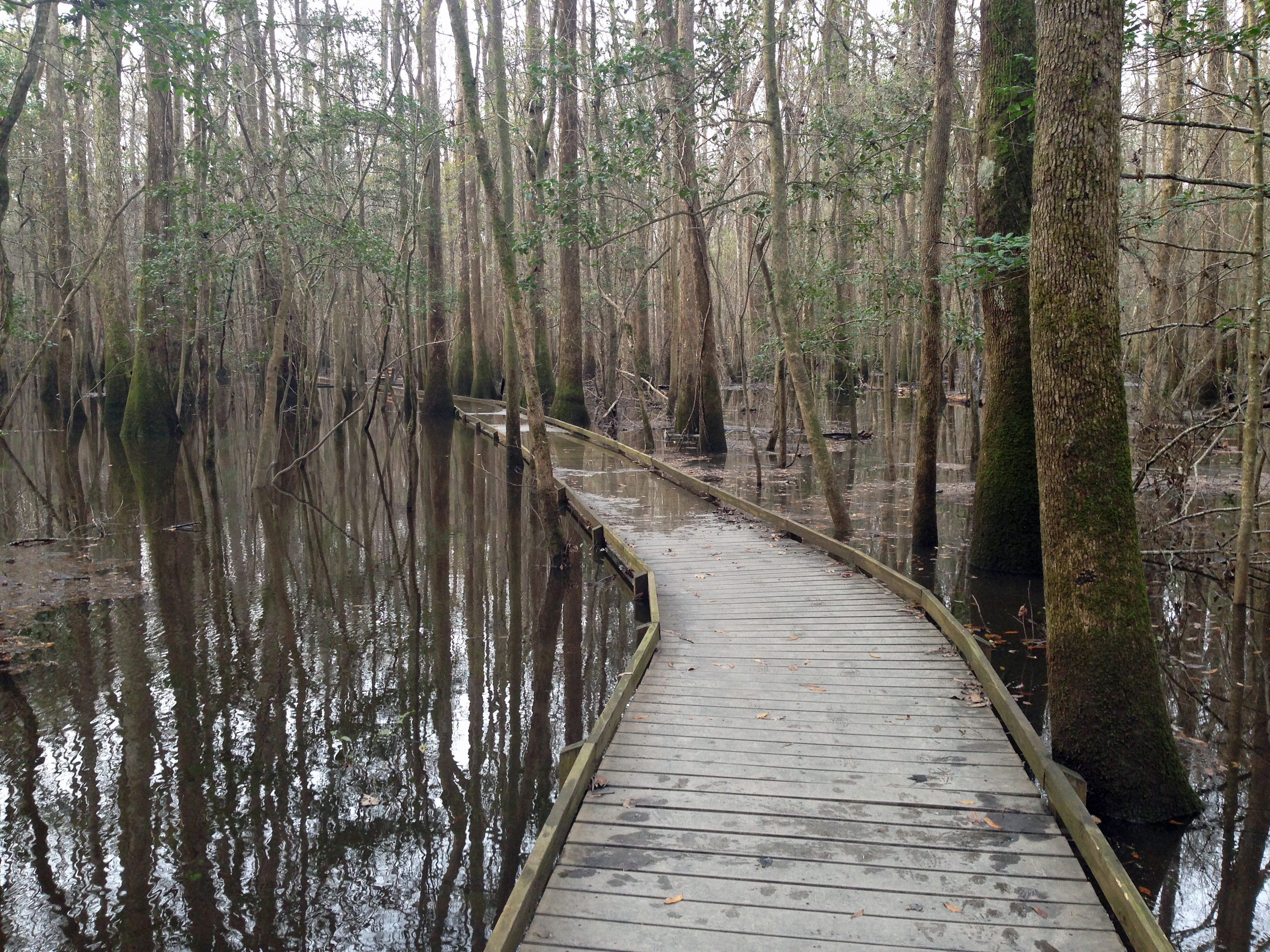
Passerelle en bois pour les visiteurs
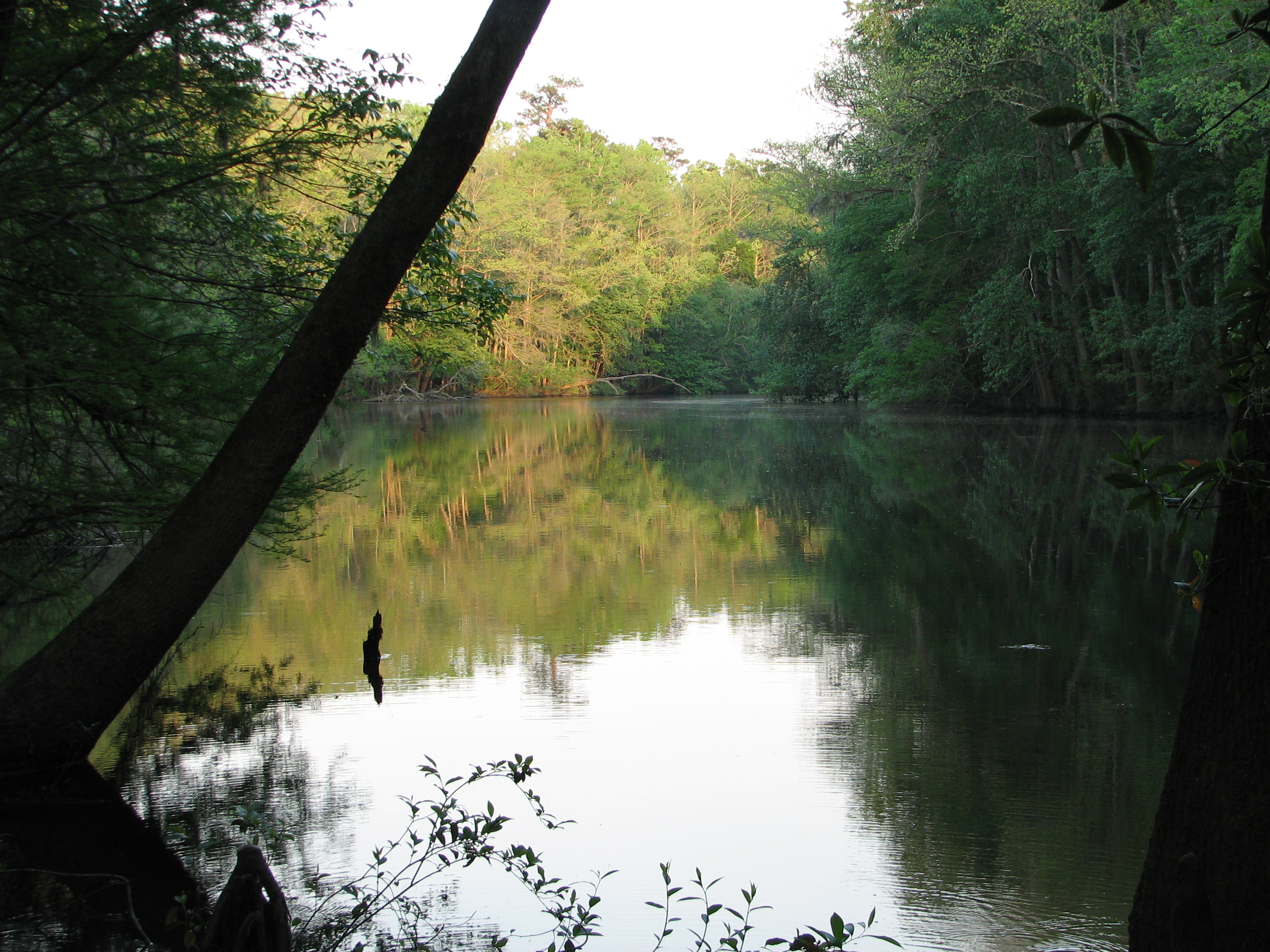
Weston Lake
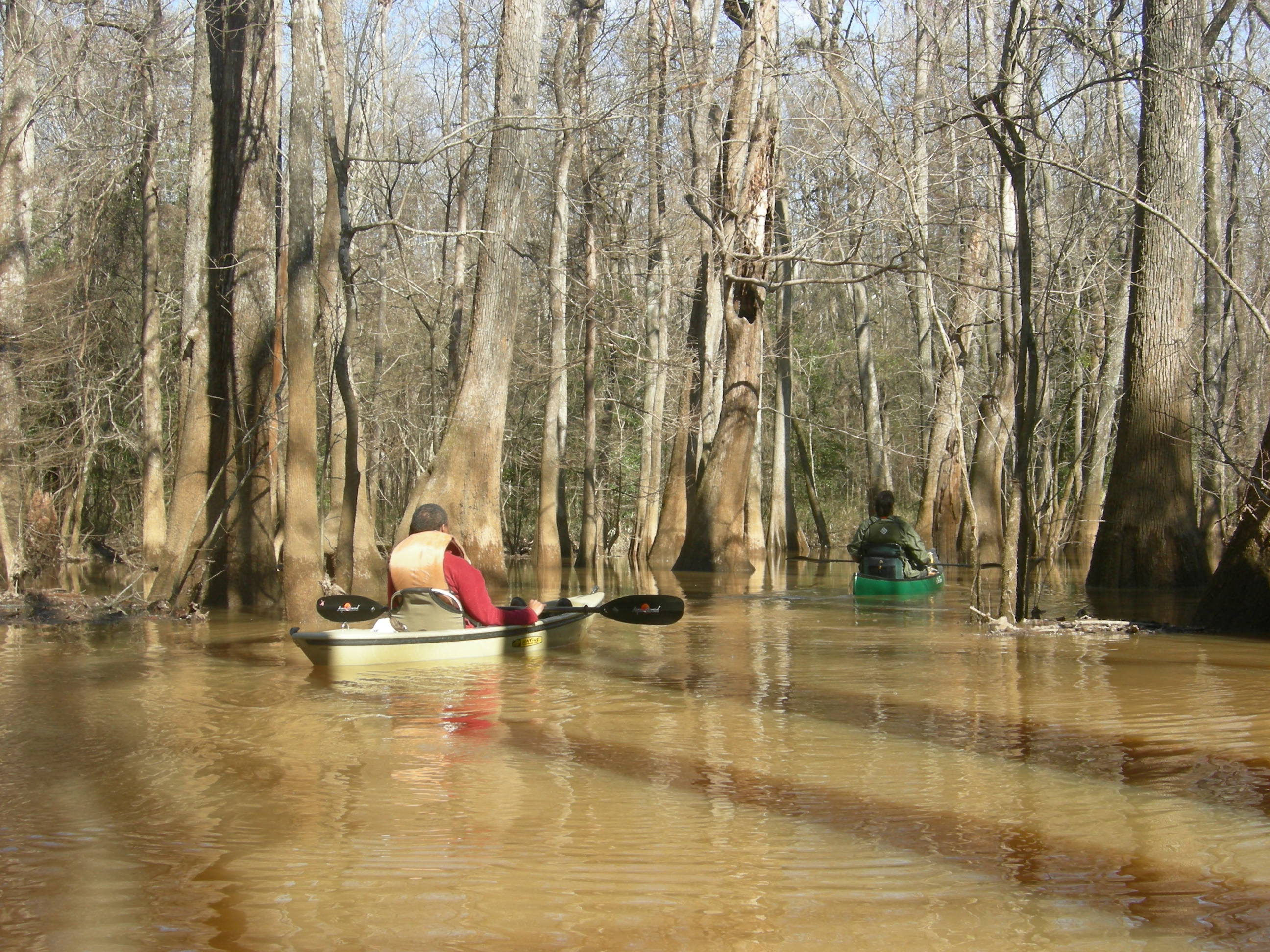
En canoë sur le lac Wise
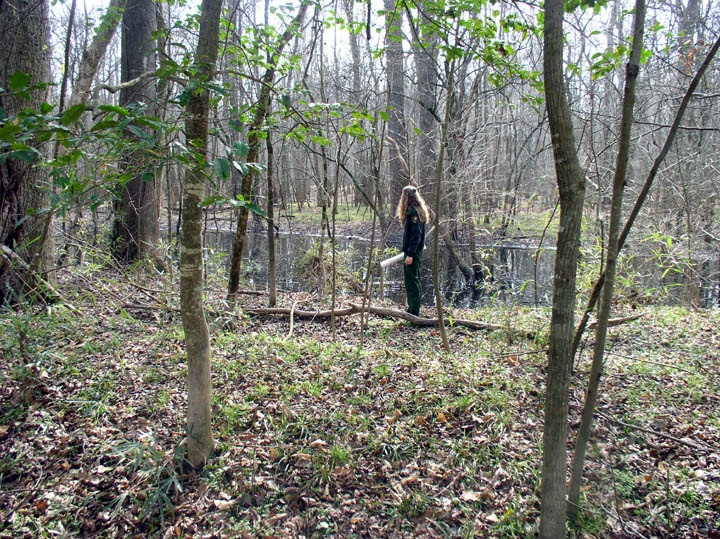
Digue de Dead River Dike

## Faune
Les grands animaux que l’on peut observer comprennent des lynx roux, des cerfs, des cochons sauvages, des chiens sauvages, des coyotes, des tatous, des ratons laveurs, des opossums et des loutres. Ses eaux contiennent des créatures intéressantes comme l’alligator, des amphibiens, des tortues-boîtes, des serpents et de nombreux types de poissons, notamment le poisson-chat. De nombreuses espèces d'oiseaux y vivent, notamment les dindons sauvages.

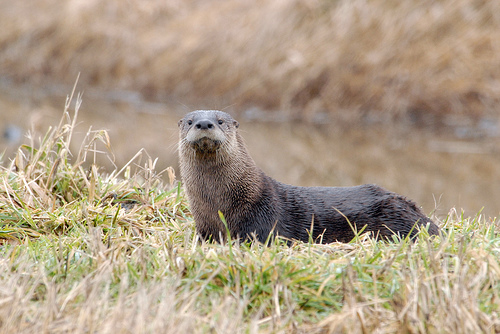
Loutre
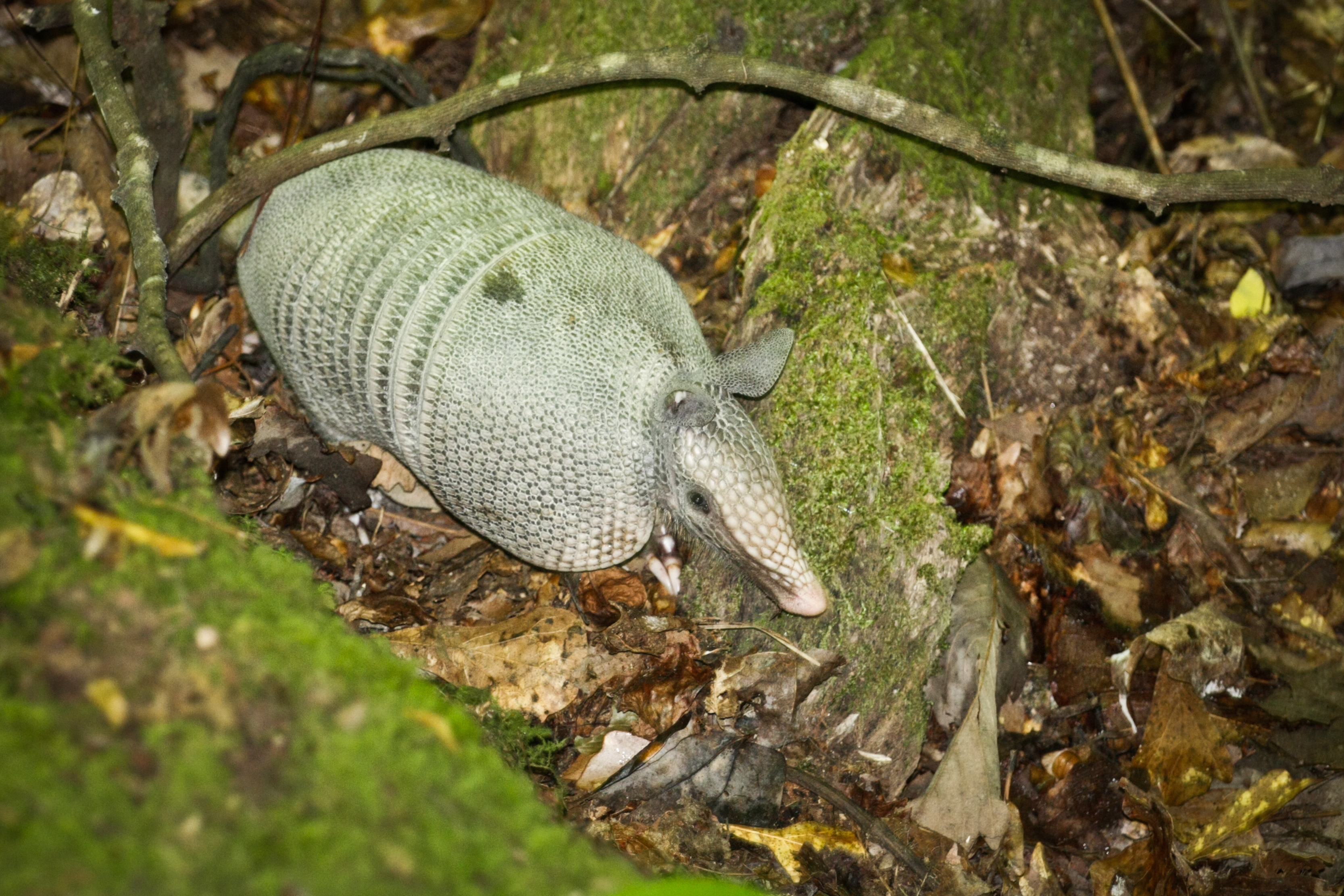
Tatou
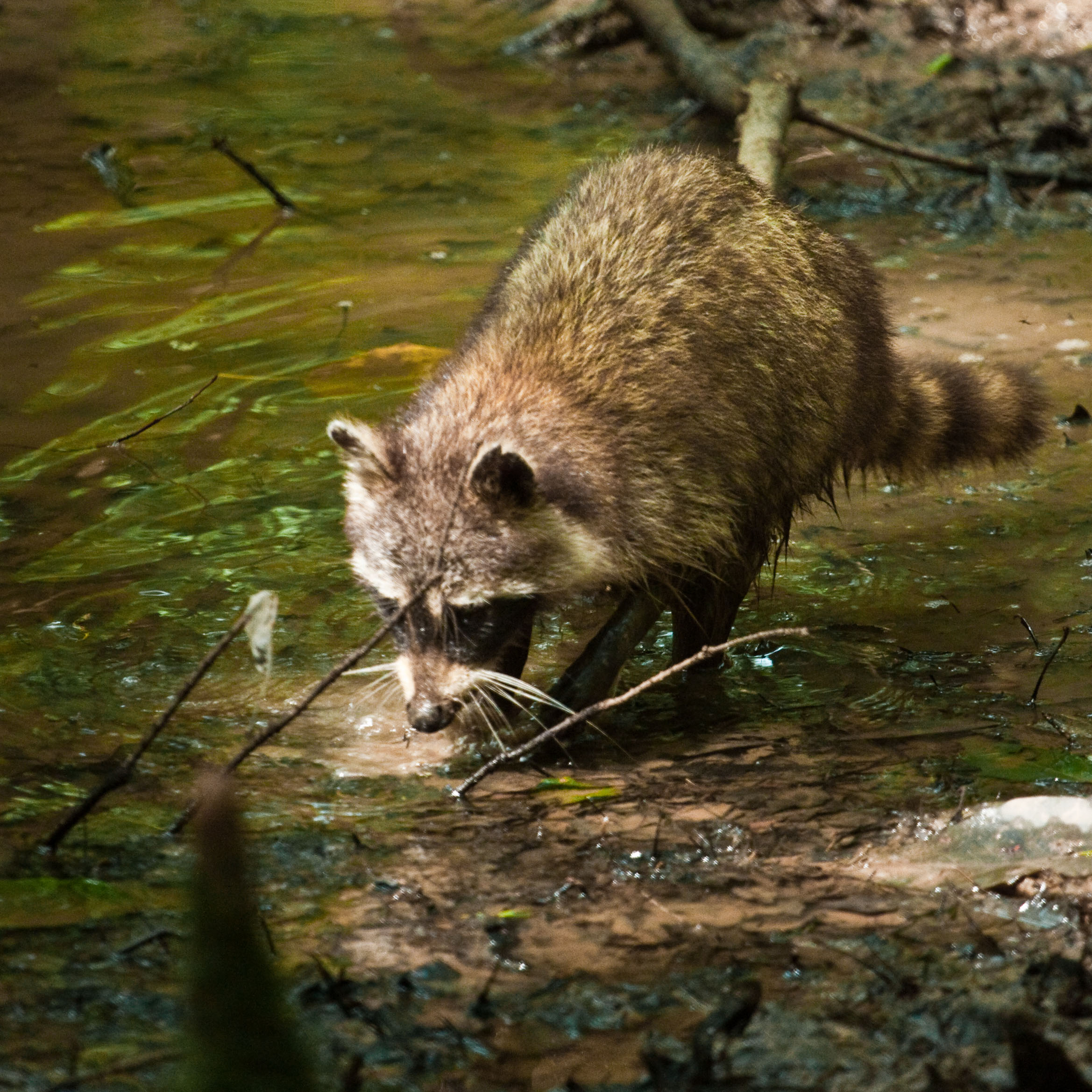
Raton Laveur
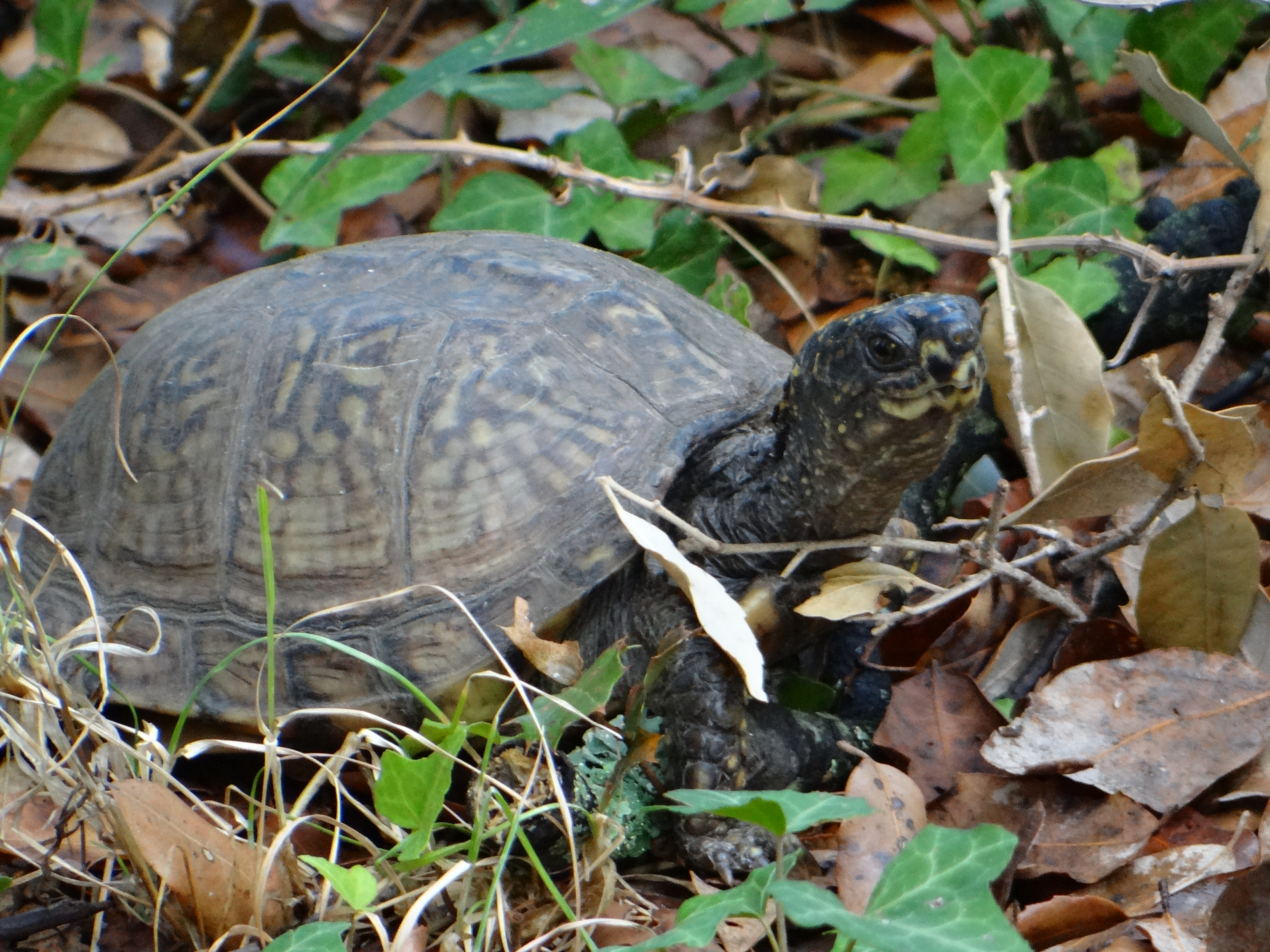
Tortue-boîte

## Activités
Le parc national Congaree comprend des emplacements de camping sauvages et propose des activités telles que la randonnée, le canoë, le kayak et l’observation des oiseaux. Le parc est également un endroit populaire pour observer les spectacles de lucioles les soirs d’été. Les sentiers de randonnées comprennent le Boardwalk Loop Trail, promenade en planches surélevée de 3,9 km à travers l’environnement marécageux qui protège les champignons délicats et la vie végétale au niveau du sol, et le Sims Trail. Le Lac Weston est un site populaire.
Avec 145 929 visiteurs en 2018, le se classe au 10e rang des parcs nationaux les moins visités des États-Unis.